# Tishyaraksha
Tishharaksha o Tissarakkhā (... – 235 a.C.) è stata l'ultima moglie del terzo imperatore Maurya, Ashoka.
Secondo l'Ashokavadana, fece accecare il figlio di Ashoka ed erede presunto Kunala. Sposò Ashoka quattro anni prima della sua morte. Era molto gelosa dell'attenzione prestata da Ashoka all'albero della Bodhi e lo fece morire per mezzo di spine velenose.

## Primi anni di vita
Si crede che Tishharaksha fosse la cameriera preferita della regina principale di Ashoka, Asandhimitra, e dopo la morte del suo amante, andò a Pataliputra diventando una grande ballerina e incantò Ashoka con la sua danza e la sua bellezza. Più tardi, divenne la sua concubina e si prese cura anche della sua salute.

### Kunala
Si ritiene inoltre che a causa della differenza di età tra lei e Ashoka, fosse attratta da Kunala, un figlio di Ashoka il quale la considerava come sua madre a causa del suo posto nell'Impero Maurya in quel momento. Dopo aver percepito il rifiuto di Kunala, Tishharaksha divenne così furiosa che decise di accecarlo. Si crede che gli occhi di Kunala fossero attraenti e belli e che originariamente avessero attratto Tishharaksha.

## Complotto
Quando il Chandragupta Sabha guidato da Radhagupta (l'allora ministro (Mahaamatya) dell'Impero Maurya) decise che Kunala avrebbe proceduto a soggiogare la rivolta di Takshashila (Taxila), Tishharaksha concepì un complotto. Il complotto riuscì dopo la conquista fatta da Kunala.
Secondo la leggenda, Ashoka chiese al governatore di Takshashila due gioielli molto preziosi che si credeva fossero i più insoliti del loro genere. Il linguaggio criptico della lettera scritta da Tishharaksha venne inviato da Ashoka che non comprese il significato nascosto e quindi non poté spiegarlo a Kunala. Tuttavia, Kunala ne comprese immediatamente il significato nascosto, ma a causa del suo amore per suo padre e della sua lealtà verso il Regno Magadha, si sentì costretto a togliersi gli occhi. Quindi li mandò entrambi alla corte di Magadha a Pataliputra. Ashoka si rese conto della sua colpa, ma ormai era troppo tardi. Immediatamente Radhagupta ordinò la morte di Tishharaksha. Tuttavia, si ritiene che lei si sia suicidata dopo aver appreso questa notizia.

## Nella cultura popolare
Il secondo romanzo di Haraprasad Shastri "Kanchanmala" presenta Tisshharaksha in un ruolo di primo piano. La storia di Tishharaksha è stata usata anche dallo scrittore bengalese Samaresh Majumdar nel suo romanzo "Saranagata", però con tratti e sfumature molto differenti che vengono attribuiti alla vita di Ashoka. La stessa storia è stata sviluppata da un importante drammaturgo bengalese Amit Maitra in un dramma intitolato "Dharmashok".